# Spilosoma assama
Spilosoma assama là một loài bướm đêm thuộc phân họ Arctiinae, họ Erebidae.